# 第69回ダヴィッド・ディ・ドナテッロ賞
第69回ダヴィッド・ディ・ドナテッロ賞（だい69かいダヴィッド・ディ・ドナテッロしょう）の授賞式は、2024年5月3日にローマで行われた。
ノミネートは2024年4月3日に発表された。『まだ明日がある』が最多19件のノミネートを獲得し、『僕はキャプテン』が最多7部門で受賞した。

## 受賞とノミネート一覧
太字が受賞者。

### 作品賞
- 僕はキャプテン Io capitano[1]（監督：マッテオ・ガッローネ）
- まだ明日がある C'è ancora domani[1]（監督：パオラ・コルテッレージ）
- チネチッタで会いましょう Il sol dell'avvenire（監督：ナンニ・モレッティ）
- 墓泥棒と失われた女神 La chimera（監督：アリーチェ・ロルヴァケル）
- エドガルド・モルターラ ある少年の数奇な運命 Rapito[2]（監督：マルコ・ベロッキオ）

### 監督賞
- マッテオ・ガッローネ（『僕はキャプテン』）
- ナンニ・モレッティ（『チネチッタで会いましょう』）
- アンドレア・ディ・ステファノ（『アモーレの最後の夜』[1]）
- アリーチェ・ロルヴァケル（『墓泥棒と失われた女神』）
- マルコ・ベロッキオ（『エドガルド・モルターラ ある少年の数奇な運命』）

### 新人監督賞
- パオラ・コルテッレージ（『まだ明日がある』）
- ジャコモ・アッブルッツェーゼ（『Disco Boy』）
- ミカエラ・ラマッツォッティ（『Felicità』）
- ミケーレ・リオンディーノ（『Palazzina Laf』）
- ジュゼッペ・フィオレッロ（『シチリア・サマー』）

### オリジナル脚本賞
- フリオ・アンドレオッティ、ジュリア・カレンダ、パオラ・コルテッレージ（『まだ明日がある』）
- フランチェスカ・マルチャーノ、ナンニ・モレッティ、フェデリーカ・ポントレーモリ、ヴァリア・サンテッラ（『チネチッタで会いましょう』）
- マッテオ・ガッローネ、マッシモ・ガウディオーゾ、マッシモ・チェッケリーニ、アンドレア・タリアフェッリ（『僕はキャプテン』）
- アリーチェ・ロルヴァケル、マルコ・ペッテネッロ、カルメラ・コヴィーノ（『墓泥棒と失われた女神』）
- マウリツィオ・ブラウッチ、ミケーレ・リオンディーノ（『Palazzina Laf』）

### 脚色賞
- マルコ・ベロッキオ、スザンナ・ニッキャレッリ、エドアルド・アルビナーティ、ダニエーラ・チェゼッリ（『エドガルド・モルターラ ある少年の数奇な運命』）
- ピエトロ・マルチェッロ、マウリツィオ・ブラウッチ、モード・アメリーヌ（『スカーレット』[3]）
- ジョルジョ・ディリッティ、フレード・ヴァッラ（『ルボ』[1]）
- エンマ・ダンテ、エレーナ・スタンカネッリ、ジョルジョ・ヴァスタ（『Misericordia』）
- シドニー・シビリア、アルマンド・フェスタ（『ミックスド・バイ・エリー 俺たちの音楽帝国』）

### プロデューサー賞
- Archimede、Rai Cinema、Pathe、Tarantula（『僕はキャプテン』）
- マリオ・ジャナーニ、ロレンツォ・ガンガロッサ（Wildside）、Vision Distribution、Sky、Netflix（『まだ明日がある』）
- ニコラ・ジュリアーノ、フランチェスカ・チーマ、カルロッタ・カローリ、ヴィオラ・プレスティエーリ（Indigo Film）、ピエルパオロ・ヴェルガ、アドアルド・デ・アンジェリス（O' Groove）、パオロ・デル・ブロッコ（Rai Cinema）、アッティリオ・デ・ラッツァ（Tramp Limited）、 マリアジョヴァンナ・デ・アンジェリス（Vgroove）、アントニオ・ミヤカワ（Wise Pictures）（『潜水艦コマンダンテ 誇り高き決断』）
- ジュリア・アキッリ、マルコ・アレッシ、リオネル・マッソル、ポーリーン・シーグランド、アンドレ・ロジ（『Disco Boy』）
- カルロ・クレスト・ディーナ、Rai Cinema（『墓泥棒と失われた女神』）

### 主演女優賞
- パオラ・コルテッレージ（『まだ明日がある』）
- リンダ・カリーディ（『アモーレの最後の夜』）
- イザベッラ・ラゴネーゼ（『Come pecore in mezzo ai lupi』）
- ミカエラ・ラマッツォッティ（『Felicità』）
- バルバラ・ロンキ（『エドガルド・モルターラ ある少年の数奇な運命』）

### 主演男優賞
- ミケーレ・リオンディーノ（『Palazzina Laf』）
- アントニオ・アルバネーゼ（『Cento domeniche』）
- ヴァレリオ・マスタンドレア（『まだ明日がある』）
- ピエルフランチェスコ・ファヴィーノ（『潜水艦コマンダンテ 誇り高き決断』）
- ジョシュ・オコナー（『墓泥棒と失われた女神』）

### 助演女優賞
- エマヌエーラ・ファネッリ（『まだ明日がある』）
- バルボラ・ボブローヴァ（『チネチッタで会いましょう』）
- アルバ・ロルヴァケル（『墓泥棒と失われた女神』）
- イザベラ・ロッセリーニ（『墓泥棒と失われた女神』）
- ロマーナ・マッジョーラ・ヴェルガーノ（『まだ明日がある』）

### 助演男優賞
- エリオ・ジェルマーノ（『Palazzina Laf』）
- ジョルジョ・コランジェリ（『まだ明日がある』）
- アドリアーノ・ジャンニーニ（『アダージョ』）
- ヴィニーチョ・マルキオーニ（『まだ明日がある』）
- シルヴィオ・オルランド（『チネチッタで会いましょう』）

### 撮影賞
- パオロ・カルネラ（『僕はキャプテン』）
- ダヴィデ・レオーネ（『まだ明日がある』）
- フェラン・パレデス・ルビオ（『潜水艦コマンダンテ 誇り高き決断』）
- エレーヌ・ルヴァール（『墓泥棒と失われた女神』）
- フランチェスコ・ディ・ジャコモ（『エドガルド・モルターラ ある少年の数奇な運命』）

### 作曲賞
- Subsonica（『アダージョ』）
- レーレ・マルキテッリ（『まだ明日がある』）
- フランコ・ピエルサンティ（『チネチッタで会いましょう』）
- アンドレア・ファッリ（『僕はキャプテン』）
- サンティ・プルヴィレンティ（『アモーレの最後の夜』）

### オリジナル歌曲賞
- La mia terra (作詞作曲・歌：Diodato)（『Palazzina Laf』）
- Adagio (作詞作曲・歌：Subsonica)（『アダージョ』）
- La vita com'è (作詞作曲・歌：ブルノーリ・サス)（『人生の最初の日』）
- Baby (作曲：アンドレア・ファッリ、作詞・歌：セイドゥ・サール)（『僕はキャプテン』）
- 'O Dj (Don't Give Up) (作詞作曲・歌：Liberato)（『ミックスド・バイ・エリー 俺たちの音楽帝国』）

### 美術賞
- アンドレア・カストリーナ、ヴァレリア・ヴェチェッリオ（『エドガルド・モルターラ ある少年の数奇な運命』）
- パオラ・コメンチーニ、フィオレッラ・チコリーニ（『まだ明日がある』）
- カルミネ・グアリーノ、イオレ・アウテーロ（『潜水艦コマンダンテ 誇り高き決断』）
- ディミトリ・カプアーニ、ロベルタ・トロンカレッリ（『僕はキャプテン』）
- エミータ・フリガート、ラケーレ・メリアド（『墓泥棒と失われた女神』）

### 衣装デザイン賞
- セルジョ・バッロ、ダリア・カルヴェッリ（『エドガルド・モルターラ ある少年の数奇な運命』）
- アルベルト・モレッティ（『まだ明日がある』）
- マッシモ・カンティーニ・パッリーニ（『潜水艦コマンダンテ 誇り高き決断』）
- ステファノ・チャンミッティ（『僕はキャプテン』）
- ロレダーナ・ブシェミ（『墓泥棒と失われた女神』）

### メイクアップ賞
- エンリコ・イアコポーニ（『エドガルド・モルターラ ある少年の数奇な運命』）
- アントネッロ・レシュ、ロレンツォ・タンブリーニ、ミケーレ・サルガロ・ヴァッカロ、フランチェスカ・ガラファッシ（『アダージョ』）
- エルマンノ・スペーラ（『まだ明日がある』）
- パオラ・ガッタブルージ、ロレンツォ・タンブリーニ（『潜水艦コマンダンテ 誇り高き決断』）
- ダリア・コッリ、ロベルタ・マルトリーナ（『僕はキャプテン』）

### ヘアスタイリスト賞
- アルベルタ・ジュリアーニ（『エドガルド・モルターラ ある少年の数奇な運命』）
- テレーザ・ディ・セリオ（『まだ明日がある』）
- マッシモ・ガッタブルージ（『潜水艦コマンダンテ 誇り高き決断』）
- ステファノ・チャンミッティ、ダリア・コッリ（『僕はキャプテン』）
- ダニエーラ・タルターリ（『墓泥棒と失われた女神』）

### 編集賞
- マルコ・スポレティーニ（『僕はキャプテン』）
- ヴァレンティーナ・マリアーニ（『まだ明日がある』）
- ジョジョ・フランキーニ（『アモーレの最後の夜』）
- ネリー・ケティエ（『墓泥棒と失われた女神』）
- フランチェスカ・カルヴェッリ、ステファノ・マリオッティ（『エドガルド・モルターラ ある少年の数奇な運命』）

### 音響賞
- マリチェッタ・ロンバルド、ダニエーラ・バッサーニ、ミルコ・ペッリ、ジャンニ・パッロット（『僕はキャプテン』）
- フィリッポ・ポルカーリ、アレッサンドロ・フェレッティ、ルカ・アンゼッロッティ、パオロ・セガ（『まだ明日がある』）
- ヴァレンティーノ・ジャンニ、アレッサンドロ・フェレッティ、ミルコ・ペッリ、ジャンカルロ・ルティリアーノ（『潜水艦コマンダンテ 誇り高き決断』）
- アレッサンドロ・ザノン、マルタ・ビリングズリー、ファブリツィオ・クァドローリ、パオロ・セガ（『チネチッタで会いましょう』）
- ザビエル・ラヴォレル、マルタ・ビリングズリー、マクサンス・チエカウイ（『墓泥棒と失われた女神』）

### 特殊視覚効果賞
- ローレン・クルーゾ、マッシモ・チポッリーナ（『僕はキャプテン』）
- ステファノ・レオーニ、フラミニア・マルテーゼ（『アダージョ』）
- ケヴィン・トッド・ハウグ、ステイシー・ドッジ（『潜水艦コマンダンテ 誇り高き決断』）
- ファビオ・トマッセッティ、ダニエーレ・トマッセッティ（『Denti da squalo』）
- ロドルフォ・ミリアーリ、レーナ・ディ・ジェンナーロ（『エドガルド・モルターラ ある少年の数奇な運命』）

### ドキュメンタリー賞
- Laggiù qualcuno mi ama（監督：マリオ・マルトーネ）
- Enzo Jannacci - Vengo anch'io（監督：ジョルジョ・ヴェルデッリ）
- Io, noi e Gaber（監督：リッカルド・ミラーニ）
- Mur（監督：カシア・スムトゥニアク）
- Roma, santa e dannata（監督：ロベルト・ダゴスティーノ、マルコ・ジュスティ、ダニエーレ・チプリ）

### 短編映画賞
- The Meatseller（監督：マルゲリータ・ジュスティ）
- Asterión（監督：フランチェスコ・モンタニエ）
- Foto di gruppo（監督：トンマーゾ・フランジーニ）
- In quanto a noi（監督：シモーネ・マッシ）
- We Should All Be Futurists（監督：アンジェラ・ノレッリ）

### 外国映画賞
- 落下の解剖学（監督：ジュスティーヌ・トリエ）
- 理想郷（監督：ロドリゴ・ソロゴイェン）
- 枯れ葉（監督：アキ・カウリスマキ）
- キラーズ・オブ・ザ・フラワームーン（監督：マーティン・スコセッシ）
- オッペンハイマー（監督：クリストファー・ノーラン）

### ヤング・ダヴィッド賞
- まだ明日がある C'è ancora domani（監督：パオラ・コルテッレージ）
- 潜水艦コマンダンテ 誇り高き決断 Comandante（監督：エドアルド・デ・アンジェリス）
- 僕はキャプテン Io capitano（監督：マッテオ・ガッローネ）
- L'ultima volta che siamo stati bambini（監督：クラウディオ・ビジオ）
- シチリア・サマー Stranizza d'amuri（監督：ジュゼッペ・フィオレッロ）

### ダヴィッド特別賞
- ミレーナ・ヴコティッチ
- ジョルジョ・モロダー
- ヴィンチェンツォ・モッリーカ

### 観客賞
- まだ明日がある C'è ancora domani（監督：パオラ・コルテッレージ）